# Forgotton Anne
Forgotton Anne ist ein Jump-’n’-Run-Adventure aus dem Jahr 2018, das von ThroughLine Games entwickelt und von Square Enix für Microsoft Windows, Mac OS PlayStation 4, Xbox One und die Nintendo Switch veröffentlicht wurde.

## Handlung
Forgotton Anne spielt in einer fiktiven Welt namens Forgotten Lands bzw. Welt der Vergessenen, einem magischen Paralleluniversum, in dem verlorene Gegenstände zum Leben erweckt werden und hoffen, dass man sich eines Tages wieder an sie erinnert und sie in die reale Welt zurückkehren können. Sie selbst werden anthropomorph dargestellt.
Der Spieler kontrolliert die junge Anne, die zusammen mit ihrem Ziehvater Bonku in dieser Welt der Vergessenen lebt, obwohl Menschen dort eigentlich nichts zu suchen haben. Da sie aber ein ausgesetztes Baby war und Bonku ein alternder Uhrmacher, wurden auch sie von der menschlichen Gesellschaft vergessen. Bonku versucht daher, eine Prozedur zu entwickeln, die die beiden zurück in die Menschenwelt bringt und bei der ihm Anne hilft. Sie wächst außerdem zu einer jungen Frau heran und setzt sich für Recht und Ordnung in der Welt der Vergessenen ein und stößt dabei auf eine Rebellengruppe, die sich den Plänen von Bonku widersetzt, da sie sich in ihrer eigenen Welt selbst verwirklichen können, während sie in der realen Welt ihre Seele verlieren würden.

## Spielprinzip
Das Spiel wird in einer 2D-Side-Scroller-Plattformer-Sicht gespielt, in welcher der Spieler die Titelfigur Anne bewegen kann. Damit der Spieler sich auch in der dritten Dimension bewegen kann, muss dieser dafür Türen oder Treppen benutzen, um in andere Räume oder Ebenen zu gelangen. Um im Spiel voranzukommen, muss der Spieler Rätsel lösen und Aufgaben erfüllen, indem er die Spielwelt erkundet, Dialoge führt, Hinweise sammelt und Zusammenhänge erkennt. Dabei steht dem Spieler auch die spezielle Energie namens Anima zur Verfügung, die er nutzen kann, um Objekte zu kontrollieren. Im Verlaufe des Spiels schaltet der Spieler weitere Fähigkeiten frei.

## Entwicklung und Veröffentlichung
Das Spiel nutzt eine handgezeichnete Anime-Zeichentrickgrafik, die von dem japanischen Animationsstudio Ghibli entwickelt wurde, welches für mehrere preisgekrönte Anime-Filme bekannt ist. Die Musik im Spiel wurde vom Philharmonischen Orchester Kopenhagen eingespielt. Als Easter Egg werden in einem Raum des Theater-Levels Zeichentrickfilme von Robert Storm Petersen gezeigt.
Das Spiel wurde am 15. Mai 2018 für Microsoft Windows, Xbox One und PlayStation 4 veröffentlicht. Am 9. November 2018 wurde es ebenfalls für die Nintendo Switch veröffentlicht.

## Rezeption
Seit der Veröffentlichung hat Forgotton Anne überwiegend positive Bewertungen auf Metacritic erhalten. Gelobt wurde hier vor allem die detaillierte, märchenhafte und gefühlsbetonte Atmosphäre im Spiel, die durch die handgezeichneten, grafisch ansprechenden Animationen, die Charaktere, den Mix aus Plattformer und Adventure sowie die Musik entstehe. Ebenfalls gelobt wird die Handlung, die auch von den Entscheidungen des Spielers abhänge. Der Animationsstil erinnere dabei an Anime-Serien und Zeichentrickserien der 1990er-Jahre. Wie in einigen Ghibli-Filmen werde auch hier auf eine starke junge Frau gesetzt. Die Nebencharaktere seien überzeichnet, hätten aber meist tiefgründigere Hintergrundgeschichten. Durch die Darstellung der vergessenen Gegenstände werde Konsumkritik an der modernen Gesellschaft geübt.
Das Spiel wurde bei den 9. Hollywood Music in Media Awards für den Bereich „Original Song – Video Game“ und bei den Golden Joystick Awards 2018 für „Best Storytelling“ nominiert.